# Hervormde kerk (Driever)
De Hervormde kerk (Reformierte Kirche) van Driever in de Nedersaksische gemeente Westoverledingen werd in 1875 als zaalkerk gebouwd.

## Geschiedenis
In de middeleeuwen behoorde Driever tot de proosdij Leer in het bisdom Münster en de commanderij Muhde oefende er zijn invloed uit. Over de middeleeuwse kerk is niets bekend. Kort na de reformatie ging de gemeente op de leer van Calvijn over. In het jaar 1685 werd een nieuwe kerk en in 1696 een klokkentoren gebouwd. Aan deze klokkentoren uit 1696 werd in de jaren 1874-1875 op dezelfde plaats een nieuw kerkschip aangebouwd.
De rechthoekig zaalkerk heeft aan de lengtezijden en de oostelijke kant rondboogramen. De buitenmuren zijn met een rondlopend fries voorzien en onder de ramen heeft men in baksteen een ruitmotief gemetseld.

## Interieur
Het interieur is eenvoudig vormgegeven en wordt met een houten tongewelf afgesloten. Het oudste voorwerp in de kerk is het achthoekige zandstenen doopvont, dat ooit in de middeleeuwse kerk heeft gestaan. Uit de 18e eeuw stamt een avondmaalskelk met het inschrift: Ich habe dich bei deinem Namen gerufen, du bist mein (Ik heb u bij uw naam geroepen, gij zijt Mijn; Jesaja 43:1). De kansel dateert uit de tijd van de laatste nieuwbouw in de 19e eeuw. De bekroning van de drie ringen op het klankbord staan symbool voor de drie-ene God.

## Orgel
Het orgel van de kerk werd in 1885 door de gebroeders Rohlfing uit Osnabrück 1885 gebouwd en kreeg een plaats op de oostelijke galerij. Het instrument bezit tien registers op één manuaal en pedaal. Het orgel bleef vrijwel geheel bewaard en werd in 2006 door de Oost-Friese orgelbouwer Bartelt Immer gerestaureerd.

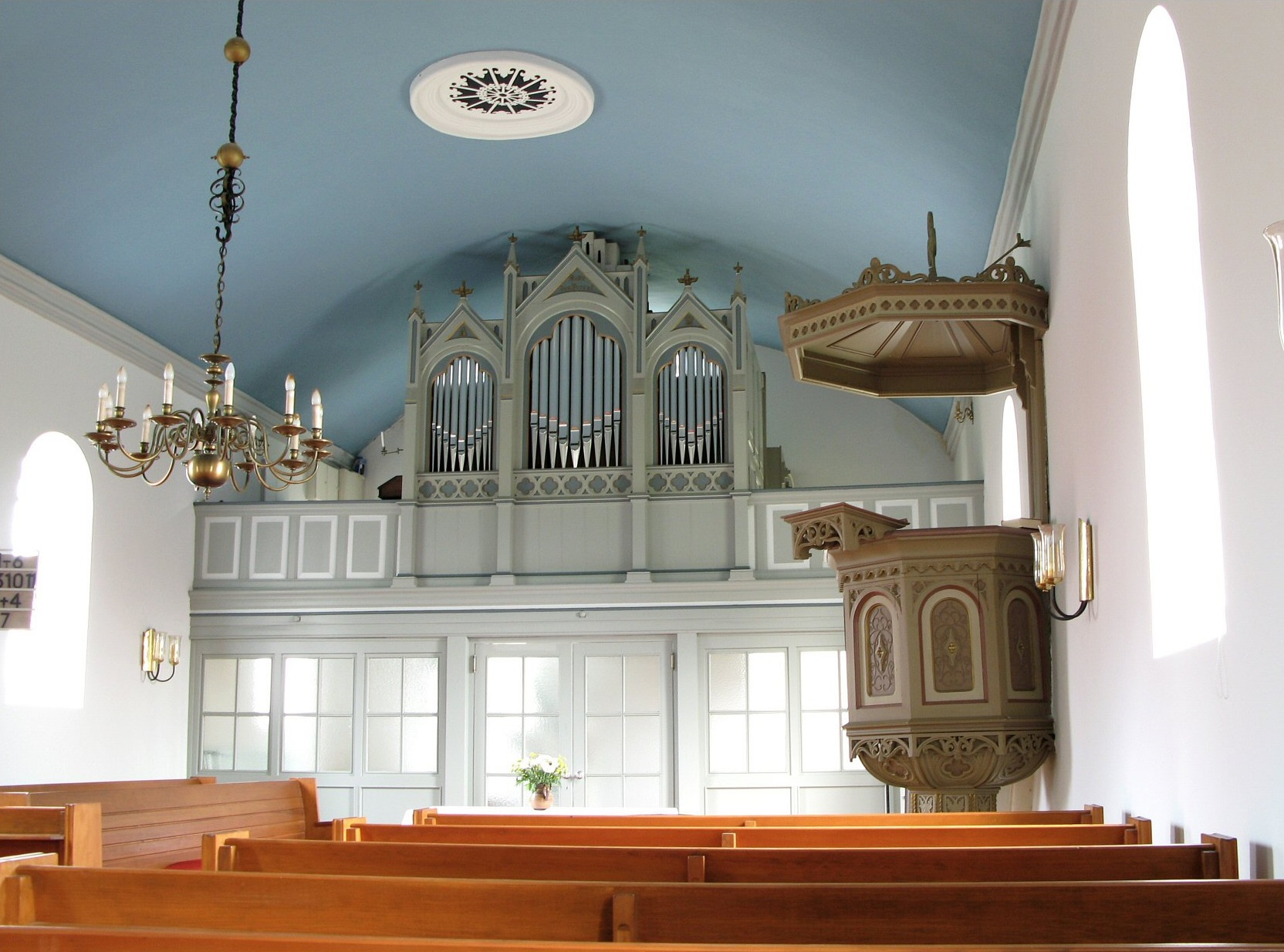
Orgel

| I Hoofdwerk C–f3 |               |      |
| 1.               | Principaal    | 8′   |
| 2.               | Bourdon       | 16′  |
| 3.               | Gamba         | 8′   |
| 4.               | Gemshoorn     | 8′   |
| 5.               | Octaaf        | 4′   |
| 6.               | Roerfluit     | 4′   |
| 7.               | Octaaf        | 2′   |
| 8.               | Cornet II–III | 2/3′ |

| Pedaalwerk C–d1 |            |
| 9.              | Subbas 16′ |
| 10.             | Violon 8′  |

- Koppels: I/P